# Alberto Bachelet
Alberto Arturo Miguel Bachelet Martínez (Santiago, 27 de abril de 1923-Santiago, 12 de marzo de 1974) fue un militar chileno, general de Brigada de la Fuerza Aérea de su país, activo entre 1940 y 1973.
En 1973 fue detenido por oponerse al golpe de Estado perpetrado por sus compañeros de armas, y falleció al año siguiente a causa de las torturas causadas por sus subalternos, siendo una de las víctimas de la dictadura militar.
Estaba casado con Ángela Jeria Gómez, con quien tuvo dos hijos, Alberto y Michelle. Michelle más tarde se convertiría en la primera mujer presidenta de Chile entre 2006-2010 y la primera presidenta en ostentar dos veces el cargo desde el Retorno a la democracia en 1990, repitiendo sus funciones como presidenta desde 2014 a 2018.

## Vida personal y familia

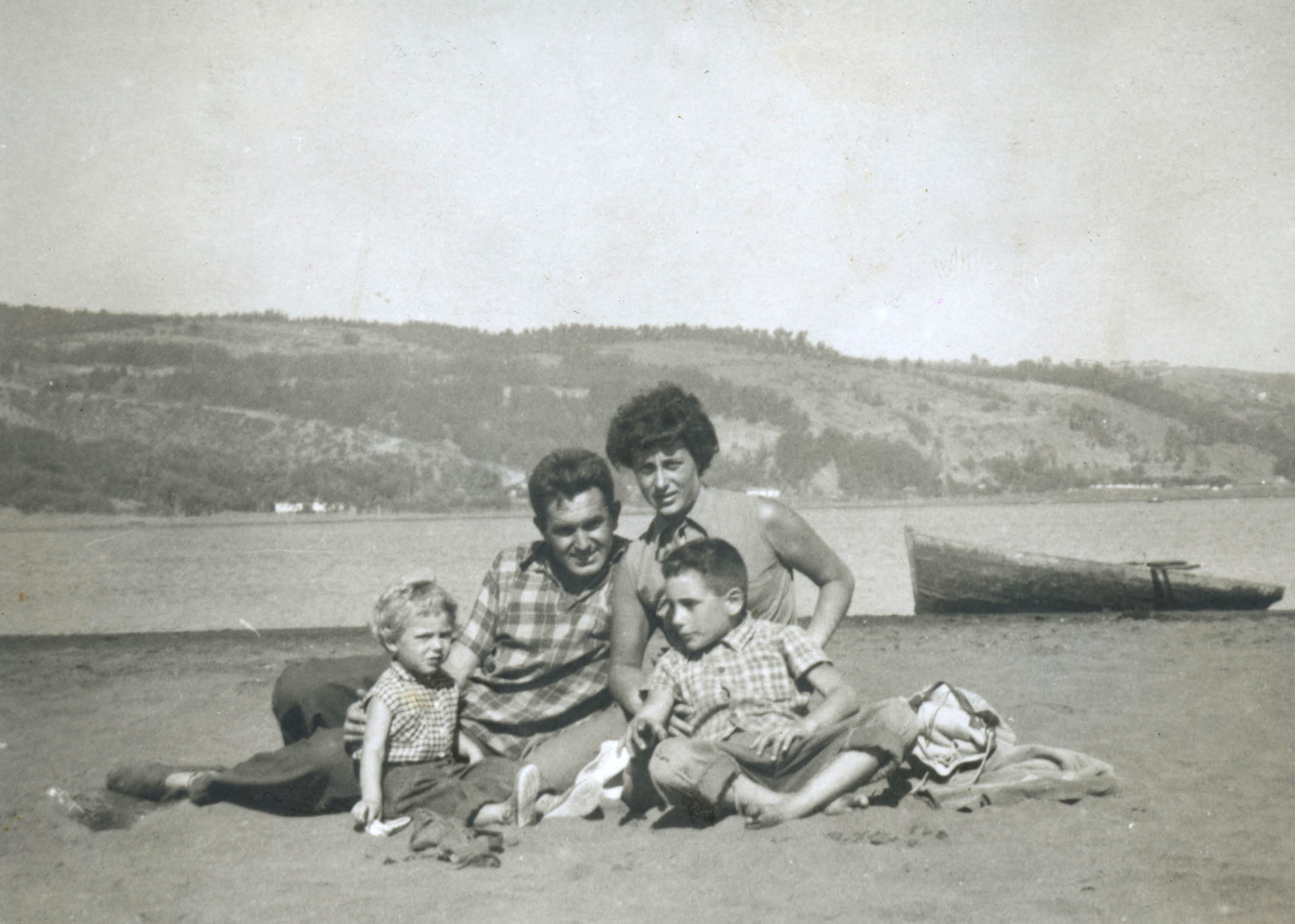
Bachelet con su cónyuge Ángela Jeria y dos hijos (c. 1953).

Su bisabuelo, Joseph Bachelet Lapierre, fue un mercader de vino francés proveniente de Chassagne-Montrachet que emigró a Chile con su esposa parisina en 1860, contratado como experto en producción vitivinícola por la Viña Subercaseaux. Su abuelo, Germán Bachelet, nació en Chile y se casó con una franco-suiza.
Alberto Bachelet fue el tercero de los cinco hijos del matrimonio conformado por Alberto Bachelet Brandt y Mercedes Martínez Binimelis. Sus estudios secundarios los realizó en el Internado Nacional Barros Arana.
En 1945 se casó con la arqueóloga Ángela Jeria Gómez, de cuya unión nacieron dos hijos: Alberto (fallecido en Estados Unidos el 2001 por un paro cardíaco) y Verónica Michelle, quien sería presidenta de Chile (2006-2010; 2014-2018).
Estuvo vinculado por 38 años a la Gran Logia de Chile, organización que al momento de su muerte desconoció su membresía.

## Carrera militar
En 1940, cuando estaba en el servicio militar, obtuvo una beca en la Escuela de Aviación del Capitán Manuel Ávalos Prado, junto a Gustavo Leigh, por elección del en ese entonces comandante del Regimiento de Artillería Antiaérea de Colina, coronel Luis Osvaldo Puccio Giesen. Bachelet y Leigh se reencontrarían más tarde como oficiales; uno, de la Rama de Administración y el otro, de la Rama del Aire.
En 1962, bajo la presidencia de Jorge Alessandri Rodríguez, Bachelet fue destinado a la agregaduría militar de la embajada chilena en Washington D. C. En 1972 Salvador Allende lo nombró secretario de la Dirección Nacional de Abastecimiento y Comercialización (DINAC), cargo en que tuvo que dirigir las Juntas de Abastecimiento y Control de Precios (JAP).

### El golpe de Estado: detenciones y tortura

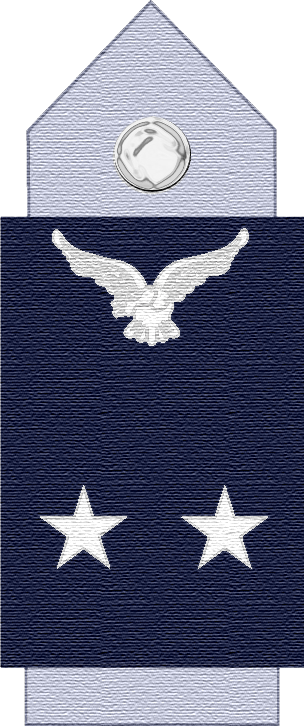
Bachelet llegó a ser General de Brigada Aérea, tercer grado más alto en la jerarquía de la Fuerza Aérea.

Para 1973, el general Bachelet se desempeñaba en la Dirección de Contabilidad de la Fuerza Aérea de Chile (FACh). Como se opuso al golpe de Estado del 11 de septiembre, liderado por el comandante en jefe del Ejército Augusto Pinochet —y apoyado, entre otros, por su amigo Gustavo Leigh—, fue detenido por primera vez el mismo 11 de septiembre de 1973 en su oficina del Ministerio de Defensa. Liberado esa misma noche, su casa fue allanada el 14 de septiembre y él fue arrestado nuevamente.
Estuvo recluido en la Academia de Guerra Aérea de la FACh (AGA), siendo su director el entonces coronel Fernando Matthei. En dicho lugar fue objeto de interrogatorios y torturas por parte de sus propios compañeros de armas. Luego sería transferido al Hospital Clínico de la Fuerza Aérea de Chile. En una carta enviada a su hijo Alberto, que vivía en Australia, relataba:

Me quebraron por dentro, en un momento, me anduvieron reventando moralmente —nunca supe odiar a nadie— siempre he pensado que el ser humano es lo más maravilloso de esta creación y debe ser respetado como tal, pero me encontré con camaradas de la FACH a los que he conocido por 20 años, alumnos míos, que me trataron como un delincuente o como a un perro.
Alberto Bachelet, 16 de octubre de 1973.

Fue puesto en arresto domiciliario en octubre de 1973, pero el 18 de diciembre lo detuvieron por tercera vez junto a varios oficiales y suboficiales de la Fuerza Aérea, a quienes juzgaron por «traición a la Patria» en un Consejo de Guerra titulado Aviación/Bachelet y otros ROL 1-73, conocido también como «Proceso FACh».

## Muerte e investigación

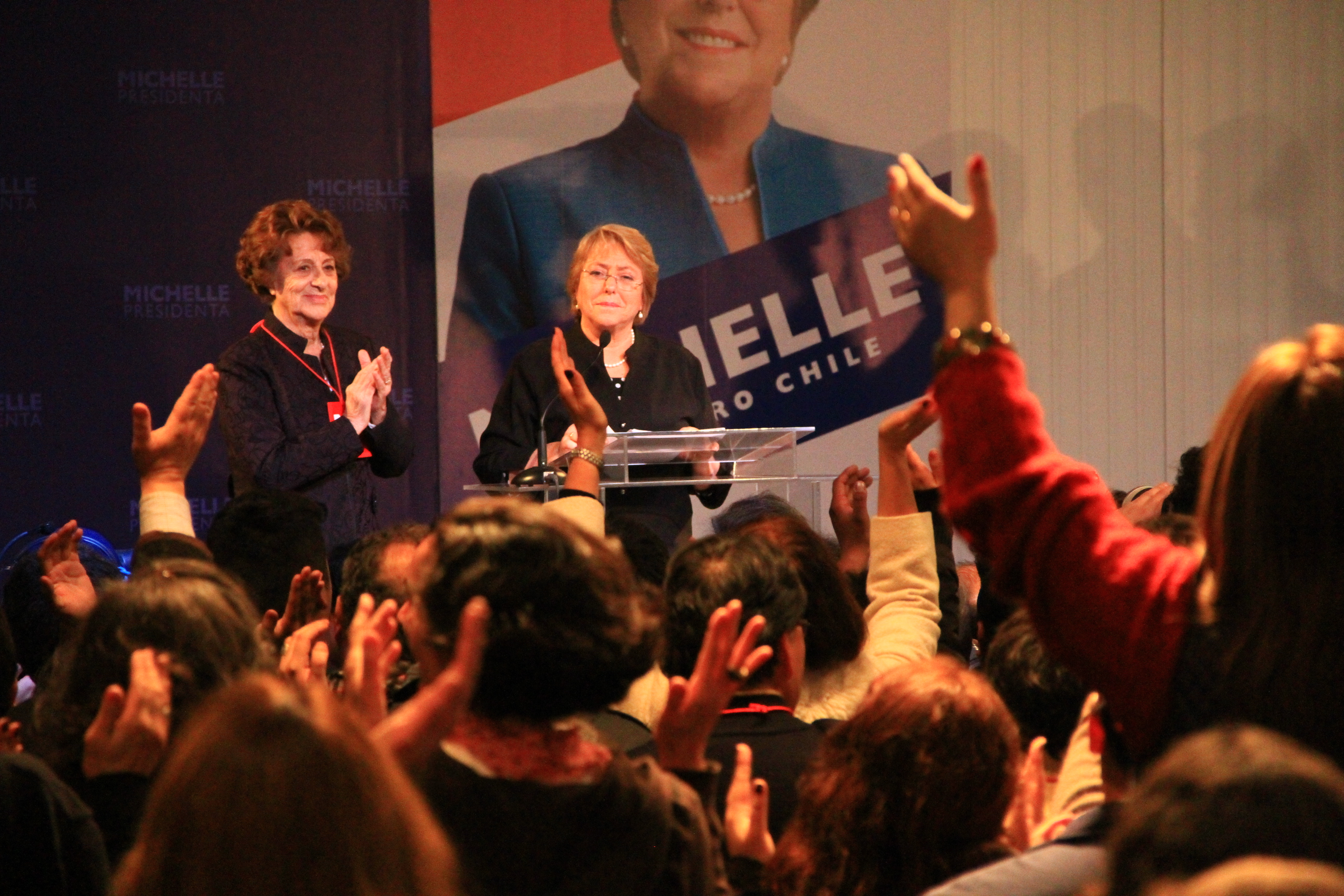
Su viuda, Ángela Jeria, y su hija Michelle, durante la candidatura presidencial de esta última en 2013.

Murió el 12 de marzo de 1974, tras sufrir un infarto de miocardio en la Cárcel Pública de Santiago, lugar donde había sido interrogado y torturado por sus propios compañeros de la FACh.
En 2005 se investigó a los exoficiales Ramón Cáceres Jorquera y Edgar Cevallos Jones, acusados de tortura a diversos integrantes de la Fuerza Aérea, entre ellos, Alberto Bachelet y Carlos Ominami Daza. Sin embargo, la Corte de Apelaciones de Santiago les otorgó la libertad provisional en abril de ese año.
En 2011 se reabrieron 726 causas de ejecutados políticos en la dictadura militar, entre las que estaba la de Bachelet, la que fue asignada al ministro en visita Mario Carroza. En agosto de ese año, Carroza tomó declaración a Raúl Vergara, exsubsecretario de Aviación y también torturado, quien identificó al coronel Cevallos Jones como uno de los torturadores de Bachelet. Ángela Jeria presentó una querella a fin de que se esclarezca la verdad en torno a la muerte de su marido en septiembre de 2011, a la cual se sumó el Ministerio del Interior en marzo de 2012.
En junio de 2012, un informe pericial del Servicio Médico Legal estableció que Bachelet había muerto a causa de las torturas aplicadas por sus subalternos. Al mes siguiente, el juez Carroza notificó a los exoficiales Cevallos Jones y Cáceres Jorquera que serían procesados como coautores de tortura con resultado de muerte.
Carroza condenó en 2014 a Cáceres a tres años y un día de prisión y a Cevallos a dos años, penas que fueron elevadas a 4 años de presidio efectivo por la Corte de Apelaciones de Santiago a fines de marzo de 2016 y que fueron confirmadas por la Corte Suprema de Chile en septiembre de 2016.
En julio de 2013, el abogado Eduardo Contreras y la Agrupación de Familiares de Ejecutados Políticos por segunda vez solicitaron el procesamiento del general en retiro de la FACh Fernando Matthei como autor o cómplice de las torturas que sufrió tras el golpe de 1973 Alberto Bachelet.

## Homenajes póstumos

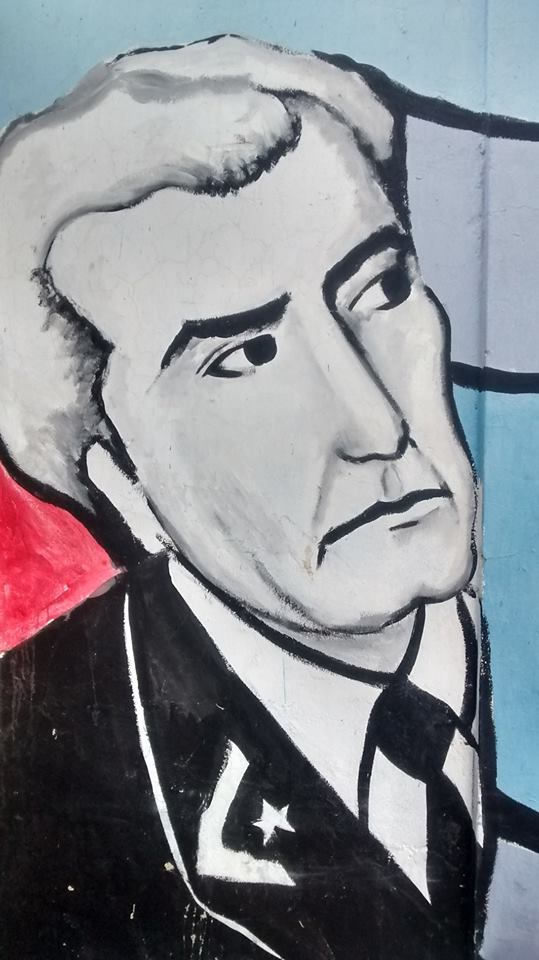
Imagen de Bachelet en un mural del museo que lleva su nombre.

El senador Jaime Gazmuri le rindió homenaje en la sesión del Senado del 12 de marzo de 1991.

El drama del General Bachelet es el de un hombre íntegro que se vio envuelto en un clima de confrontación que no buscó ni provocó. Ese también fue el drama de muchos otros uniformados brillantes y honorables que tuvieron similar actitud en ese momento histórico y que, asimismo, sufrieron por ello terribles consecuencias.
Jaime Gazmuri, 1991.

En marzo de 2003 la Fuerza Aérea rindió por primera vez un homenaje oficial a Alberto Bachelet, con la visita de su hija Michelle, en ese entonces ministra de Defensa, a las oficinas que ocupó su padre en el departamento de Finanzas de la institución.
El 11 de marzo de 2006, el día que asumió como presidenta de Chile, Michelle Bachelet, en su discurso en un escenario instalado en la Alameda, dedicó a su padre ese logro, y el 10 de octubre de 2007 inauguró en la comuna de El Bosque un establecimiento público de enseñanza básica que lleva su nombre, la Escuela General Alberto Bachelet.
El museo creado en el lugar donde funcionó el centro clandestino de detención y tortura de la FACh, Nido 20, en La Cisterna, recibió su nombre porque Bachelet era originario de la comuna y fue víctima de los tormentos que le aplicaron oficiales de la FACh y a consecuencia de los cuales falleció.